# Dennis Praet
Dennis Praet (Lovaina, 14 de mayo de 1994) es un futbolista belga que juega como centrocampista en el Royal Antwerp F. C. de la Primera División de Bélgica.

## Trayectoria
Dennis Praet se formó como futbolista en las categorías inferiores del K. R. C. Genk y desde los 13 años ha recalado en todas las categorías inferiores de la selección de Bélgica.
En mayo de 2010 firmó un contrato con el R. S. C. Anderlecht para el equipo juvenil, y sus buenas actuaciones motivaron que el técnico del club, Ariël Jacobs, le hiciera debutar con el primer equipo el 21 de septiembre en un partido de la Copa de Bélgica frente al Lommel United. Desde la demarcación de centrocampista ofensivo, Praet sirvió dos asistencias y se convirtió en el organizador de juego de los malviblancos. No mucho más tarde, el 30 de octubre, llegó su debut en Primera División como suplente. Aunque solo jugó 7 encuentros aquel curso, formó parte del plantel que ganó la liga belga.
A los 17 años firmó un contrato profesional con el Anderlecht y fue ascendido al primer equipo a partir de la temporada 2012-13, en la que volvieron a ser campeones nacionales. En la siguiente campaña, ya con el dorsal «10», conquistó su tercer título de liga con 5 goles y 6 asistencias en 37 encuentros. El 31 de agosto de 2014 jugó su partido número 100 frente al Club Brujas, y el 6 de noviembre de 2014 fue convocado por la selección absoluta de Bélgica.
En la edición 2014-15, Praet completó 30 partidos con 7 goles y 9 asistencias. Su actuación fue reconocida con el «Zapato de Oro» al mejor futbolista de la temporada belga.
Después de llamar la atención de clubes como el Sevilla F. C. o la ACF Fiorentina, en agosto de 2016 confirmó su salida a la U. C. Sampdoria de la Serie A italiana. El equipo genovés pagó aproximadamente 8 millones de euros al Anderlecht (más 2 millones en objetivos) para hacerse con sus servicios por las próximas cinco temporadas.
El 8 de agosto de 2019 el Leicester City F. C. hizo oficial su fichaje para las siguientes cinco temporadas. Tras dos años en Inglaterra, el 31 de agosto de 2021 regresó al fútbol italiano para jugar cedido en el Torino F. C. Después de esta cesión volvió a Leicester y una vez completadas las otras dos campañas que le quedaban de contrato quedó libre al no ser renovado.
El 6 de septiembre de 2024 se confirmó su regreso a Bélgica después de firmar por el Royal Antwerp F. C.

## Selección nacional
Es internacional por la selección de Bélgica.

### Participaciones en Eurocopas
| Eurocopa      | Sede   | Resultado        | Partidos | Goles |
| ------------- | ------ | ---------------- | -------- | ----- |
| Eurocopa 2020 | Europa | Cuartos de final | 2        | 0     |

## Estadísticas

### Clubes
Actualizado al último partido disputado el 29 de mayo de 2025.
| Club                            | Div.          | Temporada     | Liga  | Liga  | Copas nacionales | Copas nacionales | Torneos internacionales | Torneos internacionales | Total | Total |
| Club                            | Div.          | Temporada     | Part. | Goles | Part.            | Goles            | Part.                   | Goles                   | Part. | Goles |
| ------------------------------- | ------------- | ------------- | ----- | ----- | ---------------- | ---------------- | ----------------------- | ----------------------- | ----- | ----- |
| R. S. C. Anderlecht · Bélgica   | 1.ª           | 2011-12       | 7     | 0     | 2                | 1                | —                       | —                       | 9     | 1     |
| R. S. C. Anderlecht · Bélgica   | 1.ª           | 2012-13       | 27    | 2     | 7                | 3                | 6                       | 1                       | 40    | 6     |
| R. S. C. Anderlecht · Bélgica   | 1.ª           | 2013-14       | 37    | 5     | 3                | 0                | 6                       | 0                       | 46    | 5     |
| R. S. C. Anderlecht · Bélgica   | 1.ª           | 2014-15       | 30    | 7     | 3                | 1                | 6                       | 1                       | 39    | 9     |
| R. S. C. Anderlecht · Bélgica   | 1.ª           | 2015-16       | 37    | 6     | 0                | 0                | 9                       | 0                       | 46    | 6     |
| R. S. C. Anderlecht · Bélgica   | 1.ª           | 2016-17       | 1     | 0     | —                | —                | 1                       | 0                       | 2     | 0     |
| R. S. C. Anderlecht · Bélgica   | Total club    | Total club    | 139   | 20    | 15               | 5                | 28                      | 2                       | 182   | 27    |
| U. C. Sampdoria · Italia        | 1.ª           | 2016-17       | 32    | 1     | 2                | 0                | —                       | —                       | 34    | 1     |
| U. C. Sampdoria · Italia        | 1.ª           | 2017-18       | 32    | 1     | 3                | 0                | —                       | —                       | 35    | 1     |
| U. C. Sampdoria · Italia        | 1.ª           | 2018-19       | 34    | 2     | 3                | 0                | —                       | —                       | 37    | 2     |
| U. C. Sampdoria · Italia        | Total club    | Total club    | 98    | 4     | 8                | 0                | 0                       | 0                       | 106   | 4     |
| Leicester City F. C. Inglaterra | 1.ª           | 2019-20       | 27    | 1     | 9                | 0                | —                       | —                       | 36    | 1     |
| Leicester City F. C. Inglaterra | 1.ª           | 2020-21       | 15    | 1     | 3                | 0                | 6                       | 1                       | 24    | 2     |
| Leicester City F. C. Inglaterra | 1.ª           | 2021-22       | 0     | 0     | 0                | 0                | —                       | —                       | 0     | 0     |
| Torino F. C. · Italia           | 1.ª           | 2021-22       | 23    | 2     | 1                | 0                | —                       | —                       | 24    | 2     |
| Torino F. C. · Italia           | Total club    | Total club    | 23    | 2     | 1                | 0                | 0                       | 0                       | 24    | 2     |
| Leicester City F. C. Inglaterra | 1.ª           | 2022-23       | 22    | 1     | 5                | 0                | —                       | —                       | 27    | 1     |
| Leicester City F. C. Inglaterra | 2.ª           | 2023-24       | 17    | 0     | 3                | 1                | —                       | —                       | 20    | 1     |
| Leicester City F. C. Inglaterra | Total club    | Total club    | 81    | 3     | 20               | 1                | 6                       | 1                       | 107   | 5     |
| Royal Antwerp F. C. · Bélgica   | 1.ª           | 2024-25       | 27    | 0     | 4                | 1                | —                       | —                       | 31    | 1     |
| Royal Antwerp F. C. · Bélgica   | Total club    | Total club    | 27    | 0     | 4                | 1                | 0                       | 0                       | 31    | 1     |
| Total carrera                   | Total carrera | Total carrera | 368   | 29    | 48               | 7                | 34                      | 3                       | 450   | 39    |
| 1. 2.                           |               |               |       |       |                  |                  |                         |                         |       |       |

## Palmarés

### Títulos nacionales
| Título                      | Club                 | País       | Año  |
| --------------------------- | -------------------- | ---------- | ---- |
| Primera División de Bélgica | R. S. C. Anderlecht  | Bélgica    | 2012 |
| Supercopa de Bélgica        | R. S. C. Anderlecht  | Bélgica    | 2012 |
| Primera División de Bélgica | R. S. C. Anderlecht  | Bélgica    | 2013 |
| Supercopa de Bélgica        | R. S. C. Anderlecht  | Bélgica    | 2013 |
| Primera División de Bélgica | R. S. C. Anderlecht  | Bélgica    | 2014 |
| Supercopa de Bélgica        | R. S. C. Anderlecht  | Bélgica    | 2014 |
| FA Cup                      | Leicester City F. C. | Inglaterra | 2021 |
| Community Shield            | Leicester City F. C. | Inglaterra | 2021 |
| Championship                | Leicester City F. C. | Inglaterra | 2024 |